# Lepisiota wilsoni

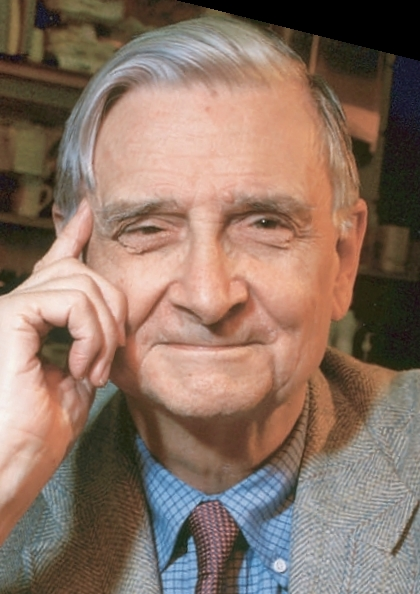
Эдвард Уилсон, в честь которого назван вид

Lepisiota wilsoni (лат.) — вид мелких муравьёв рода Lepisiota из подсемейства Формицины.

## Распространение
Азия: Индия (Madhya Pradesh).

## Описание
Длина рабочих особей около 3 мм. Тело равномерно чёрное; проксимальные 2/3 скапуса усиков, вертлуг, проксимальный конец голеней и лапки ног желтовато-коричневые; щупики, мандибулы, дистальная часть скапуса и жгутика усиков коричневые. Голова немного длиннее ширины, бока слабовыпуклые, задний край почти прямой, заднебоковые углы закруглены, голова покрыта прижатым опушением; задний край головы с 4–5 стоячими щетинками (включая пару стоячих щетинок между латеральными глазками); формула щупиков 6,4 и третий максиллярный членик от основания самый длинный из всех члеников, шестой членик заметно длиннее пятого; мандибула с пятью зубцами на жевательном крае, третий от вершины зубец меньше четвёртого, мандибулярная поверхность с тонкими длинными щетинками. Скапусусика доходит до заднего края головы примерно на 1/3 его длины, места прикрепления усиков касаются заднего края клипеуса. Усики с лежачим или полустоячим опушением; наличник выпуклый сверху, посередине субкилевидный, с прижатым опушением, задний край наличника с парой длинных прямостоячих щетинок, а передний край с двумя парами длинных прямостоячих щетинок с срединной щетинкой. Передний край клипеуса выпуклый; сложные глаза широкоовальные, расположены примерно на середине головы; у рабочих присутствуют три глазка. 
Lepisiota wilsoni отличается от ближайшего вида L. lunaris скульптурой тела и строением проподеального шипа. Голова, верх переднеспинки и проплевры у L. wilsoni микросетчатые со слабой исчерченностью и почти непрозрачные, тогда как у L. lunaris голова и спинка переднеспинки микросетчатые, без исчерченности, а проплевры блестящие. Проподеальные шипы у L. lunaris заострены, а у L. wilsoni тупые. Усики состоят из 11 члеников; глаза хорошо развиты. Нижнечелюстные щупики 6-члениковые, губные щупики состоят из 4 сегментов. Заднегрудь с парой проподеальных шипиков.

## Таксономия и этимология
Вид был впервые описан в 2022 году по типовым материалам из Индии. Видовой эпитет L. wilsoni дан в честь энтомолога Эдварда Уилсона (1929—2021) за его вклад в исследование муравьёв.